# Glenn McQueen
Glenn John McQueen, född 24 december 1960 i Toronto, Ontario, död 29 oktober 2002 i sitt hem i Berkeley, Kalifornien, var en kanadensisk animatör. Hans mest framgångsrika animeringsarbeten sedan han började jobba på Pixar 1994 var Toy Story, Ett småkryps liv, Toy Story 2 och Monsters, Inc..
I december 2001 blev McQueen diagnostiserad med melanom, men trots detta meddelade han dock att han fortfarande tänkte jobba kvar på Pixar. Han avled senare av komplikationerna av denna sjukdom, 41 år gammal, mitt under produktionen av filmen Hitta Nemo som senare kom att dedikeras till hans minne. Även karaktären Blixten McQueen i filmen Bilar kom senare att uppkallas efter honom.